# Фаєтт (округ, Пенсільванія)
Шаблон:StateAbbr_ 39°55′ пн. ш. 79°39′ зх. д. / 39.92° пн. ш. 79.65° зх. д.
Округ Файєтт (англ. Fayette County) — округ (графство) у штаті Пенсільванія, США. Ідентифікатор округу 42051.

## Історія
Округ утворений 1783 року.

## Демографія
За даними перепису
2000 року
загальне населення округу становило 148644 осіб, зокрема міського населення було 79450, а сільського — 69194.
Серед мешканців округу чоловіків було 71136, а жінок — 77508. В окрузі було 59969 домогосподарств, 41170 родин, які мешкали в 66490 будинках.
Середній розмір родини становив 2,96.
Віковий розподіл населення поданий у таблиці:
| Стать    | До 15 років | 15-21 | 22-29 | 30-39 | 40-49 | 50-65 | 65-85 | Понад 85 |
| -------- | ----------- | ----- | ----- | ----- | ----- | ----- | ----- | -------- |
| Чоловіки | 14340       | 6545  | 6588  | 9677  | 11606 | 11843 | 9659  | 878      |
| Жінки    | 13372       | 6238  | 6786  | 10353 | 11637 | 12729 | 14074 | 2319     |

## Суміжні округи
- Вестморленд — північ
- Сомерсет — схід
- Ґерретт, Меріленд — південний схід
- Престон, Західна Вірджинія — південь
- Мононґалія, Західна Вірджинія — південний захід
- Грін — захід
- Вашингтон — північний захід

## Виноски
1. ↑  U.S. Decennial Census. United States Census Bureau. Архів оригіналу за 26 квітня 2015. Процитовано 5 березня 2015.
2. ↑  Historical Census Browser. University of Virginia Library. Архів оригіналу за 11 серпня 2012. Процитовано 5 березня 2015.
3. ↑  Forstall, Richard L., ред. (24 березня 1995). Population of Counties by Decennial Census: 1900 to 1990. United States Census Bureau. Архів оригіналу за 20 березня 2015. Процитовано 5 березня 2015.
4. ↑  Census 2000 PHC-T-4. Ranking Tables for Counties: 1990 and 2000 (PDF). United States Census Bureau. 2 квітня 2001. Архів (PDF) оригіналу за 18 грудня 2014. Процитовано 5 березня 2015.
5. ↑  State & County QuickFacts. United States Census Bureau. Архів оригіналу за 6 червня 2011. Процитовано 17 листопада 2013. [Архівовано 2011-06-06 у Wayback Machine.](англ.) Наведено за англійською вікіпедією.
6. ↑  American FactFinder. Бюро перепису населення США. Архів оригіналу за 26 лютого 2012. Процитовано 31 січня 2008. [Архівовано 2008-05-21 у Wayback Machine.]

| США | Це незавершена стаття з географії США. Ви можете допомогти проєкту, виправивши або дописавши її. |